# İslahiye
Islahiye est une ville et un district de la province de Gaziantep en Turquie. Bien qu’elle fasse partie de cette province, elle appartient à la région méditerranéenne. La ville ressemble à cette région en termes de climat, de végétation et d’activités agricoles. 